# Волютинові гранули
Волютинові гранули — нуклеопротеїнові комплекси, знайдені як гранули у цитоплазмі деяких бактерій, дріжджів та найпростіших (наприклад, трипаносом), де ймовірно вони виконують роль резерву поживних речовин.